# Riensluis
De Riensluis is een schutsluis in Lemmer uit 1957.
De sluis in de Lemsterrijn verving een spuisluis, waarvan een plaquette in de wand van het bedieningsgebouw van de nieuwe sluis werd aangebracht. De sluis ligt niet aan een doorlopende vaart, hij was aangelegd om een nabijgelegen scheepswerf te kunnen bereiken. De Riensluis was in 2011 dusdanig slechte staat, dat de sluisdeuren moesten worden vervangen. Ook is de sluis sterker gemaakt. De andere sluis in Lemmer is de Lemstersluis.
Het vaarwater heet Flechthaven, en is geschikt voor vaartuigen tot en met CEMT-klasse II. De radio-communicatie is op VHF Kanaal 22.